# Christa Rosier
Christina Jacoba Hendrika (Christa) Rosier-Veldkamp (Hilversum, 3 november 1960 – Huizen, 19 juni 2011) was een Nederlandse schilderes, omroepmedewerkster en columniste.

## Leven en werk
Rosier was al jong geïnteresseerd in tekenen en schilderen, maar koos voor een opleiding aan de Evangelische School voor Journalistiek. Ze werd productieassistente en in 1984 omroepster bij de Evangelische Omroep. Incidenteel presenteerde ze programma's als Van hart tot hart en Kook-TV. In 1987 kreeg Rosier een zoon, in 1990 dochter Rachel Rosier. In 1996 nam ze afscheid van de televisie.
Ze volgde schilderlessen aan de Gooise Academie in Laren. Aanvankelijk schilderde ze veelal portretten. Na het overlijden van haar 14-jarige zoon in 2001, legde ze zich toe op het uitbeelden van de Psalmen. In 2009 werden 24 van haar schilderijen in boekvorm uitgebracht, aangevuld met korte overdenkingen van onder anderen Arie van der Veer, Henk Binnendijk en Rikkert Zuiderveld.
In 2005 kreeg Rosier borstkanker, ze schreef daarover columns voor het christelijk tijdschrift Eva. Deze werden gebundeld uitgegeven onder de titel Ik wil vliegen.
Rosier overleed in 2011 op 50-jarige leeftijd.

## Publicaties
- 2009 Psalmenpalet. 24 schilderijen bij de Psalmen. Kampen: Uitgeverij Voorhoeve. ISBN 9789029719636
- 2009 Ik wil vliegen. Leven na borstkanker | Inspiratie, beauty, recepten. Zoetermeer: Boekencentrum Uitgevers. ISBN 9789023923015
- 2011 Lijden in Gods Hand. God wil meer dan ons geluk. Kampen: Uitgeverij Voorhoeve. ISBN 9789029796866